# G. Fodor Margit
G. Fodor Margit (Debrecen, 1986. március 12. –) magyar szoprán énekesnő.

## Életpályája
G. Fodor Margit, a Hajdúságból származó szoprán énekesnő nagyon korán kapcsolatba került a zenével, ötéves korától zongorázni, hétéves korától hegedülni is tanult. Énektanulmányait gimnáziumi évei alatt, Ugrin Kornélia irányítása mellett kezdte. Később Sáray Mária tanítványa volt.
2005 szeptemberétől a Budapesti Corvinus Egyetem Közgazdaság- tudományi Karának hallgatója lett, amellett Hormai József növendékeként énekelni tanult a Szent István Király Zeneművészeti Szakközépiskolában.
2008-ban felvételt nyert a Zürichi Művészeti Egyetem (Zürcher Hochschule der Künste) Zeneművészeti Karának magánének szakára, Lena Hauser osztályába. 2010 nyarán megszerezte mesterfokozatú nemzetközi kapcsolatok szakos közgazdász diplomáját. Ugyanazon év októbere óta a Kölni Zene- és Táncművészeti Egyetemen (Hochschule für Musik und Tanz Köln) folytatta Bachelor-szintű énektanulmányait. Tanárai voltak: Martin Bruns és Klesie Kelly-Moog. 2013 őszén visszatért Svájcba, hogy Luisa Castellani szakmai irányítása mellett megszerezze mesterfokozatú énekművész diplomáját a lugánói Zeneakadémián (Conservatorio della Svizzera Italiana). Nemzetközi mesterkurzusok aktív résztvevőjeként olyan kiválóságoktól tanulhatott, mint Nicola Beller Carbone, Paul Curran, Daniel Ferro, Hamari Júlia, Michael Hampe, Klesie Kelly-Moog, Margit Klaushofer vagy Janice Harper-Smith.
Szólóénekesként rendszeresen közreműködött a Kölni Zeneakadémia németországi és hollandiai koncertsorozataiban, illetve 2011 júliusában, az Aacheni Színházban debütált Benjamin Britten: Albert Herring c. operájában, Emmie szerepében. 2012 augusztusában Purcell: Dido és Aeneas c. művének előadásában, mint Első Boszorkányt láthatta a közönség Sárospatakon, a Crescendo Nyári Akadémia keretében. 2013 elején az Ébresztő manócskát alakította Kölnben, Engelbert Humperdinck: Jancsi és Juliska c. meseoperájában, a Rajnai Operaakadémia színpadán. 2013 áprilisában Wolfgang Amadeus Mozart: Varázsfuvola c. operájában, Aachenben és Kölnben énekelte az Első Fiú szerepét.
Svájcban ez év elején lépett újra színpadra a Lugánói Kongresszusi Központban megrendezett „Raoul Wallenberg” emlékkoncerten. Márciusban önálló estje volt Bázelben, magyar, német és spanyol műdalokat adott elő. Májusban a Lugánói Fesztivál keretében Wolfgang Rihm korai műveiből énekelt – a kortárs német zeneszerző személyes jelenléte és irányítása mellett. Legutóbb a LongLake Fesztiválon hallhatta a közönség Gabriele Marangoni, fiatal olasz zeneszerző „Round” c. darabjának premierjén. Októberben a Velencei Biennále egyik opera ősbemutatóján énekelhet főszerepet.

## Repertoár

### Opera- és koncertáriák
- G. Donizetti: Don Pasquale – Quel guardo... So anch'io la virtù magica (Norina)
- G. F. Händel: Xerxes – Se l'idol mio rapirmi vuoi (Romilda)
- G. F. Händel: Xerxes – Va' godendo vezzoso (Romilda)
- G. F. Händel: Giulio Cesare – V'adoro pupille (Cleopatra)
- G. Puccini: Gianni Schicchi – O mio babbino caro (Lauretta)
- G. Verdi: Az álarcosbál – Saper vorreste (Oscar)
- G. Verdi: Az álarcosbál – Volta la terrea (Oscar)
- J. Massenet: Werther – Frère voyez! (Sophie)
- W. A. Mozart: Così fan tutte – Una donna a quindici anni (Despina)
- W. A. Mozart: A színigazgató – Bester Jüngling (Mademoiselle Silberklang)
- W. A. Mozart: A varázsfuvola – Pa-pa-pa (Papagena)
- W. A. Mozart: Don Giovanni – Batti, batti, o bel Masetto (Zerlina)
- W. A. Mozart: Don Giovanni – Vedrai carino (Zerlina)
- W. A. Mozart: Szöktetés a szerájból – Durch Zärtlichkeit und Schmeicheln (Blonde)
- W. A. Mozart: Szöktetés a szerájból – Welche Wonne, welche Lust (Blonde)
- W. A. Mozart: Idomeneo – Zeffiretti lusinghieri (Ilia)
- W. A. Mozart: Figaró házassága – Deh vieni non tardar (Susanna)
- W. A. Mozart: Figaró házassága – Un moto di gioia (Susanna)

### Operettáriák és duettek
- Lehár Ferenc: Cigányszerelem – Messze a nagy erdő...
- Lehár Ferenc: A víg özvegy – Vilja-dal
- Lehár Ferenc: Paganini – Szép álom, szállj a szívemre
- J. Strauss: Die Fledermaus – Mein Herr Marquis (Adele)
- Huszka Jenő: Erzsébet – Rózsám, viruló kis rózsám
- Huszka Jenő: Erzsébet – Délibábos Hortobágyon
- Huszka Jenő: Aranyvirág – Szerelmi kettős
- Kálmán Imre: Csárdáskirálynő – Sylvia belépője
- Kálmán Imre: Marica grófnő – De jó is lenne, szerelmes lenni...
- Kacsóh Pongrác: János vitéz – Iluska dala